# Aquarius Visionarius - Il cinema di Michele Soavi
Aquarius Visionarius - Il cinema di Michele Soavi è un film documentario del 2018 diretto da Claudio Lattanzi.

## Trama
Il film racconta, attraverso interviste a Dario Argento, Pietro Valsecchi, Michele Placido, Sergio Stivaletti e Michele Soavi, la carriera di quest'ultimo. Regista di film quali Il mondo dell'orrore di Dario Argento, La chiesa, Dellamorte Dellamore e Deliria e attore in Dèmoni, Alien 2 - Sulla Terra, Rosso sangue o Paura nella città dei morti viventi.

## Distribuzione
La pellicola è stata presentata a vari concorsi e festival cinematografici tra cui Sitges Film Festival, Fantafestival, Grossmann Fantastic Film, Asylum Fantastic Fest e TOHorror Fantastic Film Fest ed è stata presente su Amazon Prime Video.